# Land's End (álbum)
Land's End es el quinto álbum de estudio del cantautor estadounidense Jimmy Webb. Fue publicado en junio de 1974 a través del sello discográfico Asylum Records. Land's End incluye la versión original de «Crying in My Sleep», que Art Garfunkel versionaría en su álbum Watermark (1977).

## Concepción
Webb describió Land's End como “mi mejor esfuerzo de un álbum exitoso. Las canciones estaban al alcance extremo de mis habilidades y nada más que auténticas. Y estaba en sintonía. Los mejores músicos de Inglaterra acompañaron cada pista”.

## Grabación
Land's End se grabó en 2 estudios diferentes de Londres, Inglaterra: Trident y De Lane Lea Studios. Los músicos de sesión incluían al saxofonista Tom Scott, el tecladista David Hentschel, los bateristas Ringo Starr y Nigel Olsson, y al guitarrista B. J. Cole. Su exesposa Suzy Horton Ronstadt, acreditada como Susan Webb, canta los coros junto con Joni Mitchell.
De regreso en los Estados Unidos, Webb traslado Land's End a A&M Studios. Después de aclararlo con Joni Mitchell, puso la mezcla en manos de su productor Henry Lewy. Webb declaró en su libro The Cake and the Rain: “Grababa frecuente y rutinariamente justo al otro lado del pasillo de nuestra pequeña sala de mezclas. Lewy era ampliamente respetado por su suavidad con los álbumes de Joni. Comenzó metódicamente a solucionar parte del exceso de producción en Land's End y trabajamos más en las voces. Era absolutamente digno de confianza cuando se trataba de notas. Si estabas bajo, estabas bajo. Si estabas sostenido, él podría oírlo y haría sonar la alarma".

## Recepción de la crítica
Un escritor no especificado de la revista Cash Box declaró: “El maestro compositor se ha distinguido en los últimos años con docenas de grandes éxitos y en este álbum muestra el potencial para reunir otra impresionante serie de éxitos en las listas de éxitos”.

## Lista de canciones
Todas las canciones escritas y compuestas por Jimmy Webb. 
Lado uno
1. «Ocean in His Eyes» – 4:27
2. «Feet in the Sunshine» – 3:28
3. «Cloudman» – 3:45
4. «Lady Fits Her Blue Jeans» – 4:05
5. «Just This One Time» – 4:58

Lado dos
1. «Crying in My Sleep» – 4:10
2. «It's a Sin» – 3:06
3. «Alyce Blue Gown» – 4:58
4. «Land's End/Asleep on the Wind» – 9:07

## Créditos y personal
Créditos adaptados desde las notas de álbum de Land's End.
Músicos
- Jimmy Webb – voces, piano
- Phillip Goodhand-Tait – armonio
- Tom Scott – saxofón
- David Katz – concertino
- David Hentschel – sintetizador
- Ringo Starr – batería
- Nigel Olsson – batería
- Barry DeSouza – batería
- Fred Tackett – guitarra
- Dean Parks – guitarra
- Paul Keo – guitarra
- Jim Ryan – guitarra
- Dee Murray – bajo eléctrico
- Brian Hodges – bajo eléctrico
- B. J. Cole – steel guitar
- Davey Johnstone – mandolina
- Susan Webb – coros
- Joni Mitchell – coros

Personal técnico
- Jimmy Webb – productor, arreglos
- Henry Lewy – ingeniero de audio
- Henry Diltz – fotografía
- Gary Burden – director artístico, diseño